# Rusko-gruzijski rat 2008.
Rusko-gruzijski rat je oružani sukob koji je izbio 7. kolovoza 2008. napadom Gruzije na Južnu Osetiju, jednu od dvije pokrajine koje su proglasile nezavisnost 16 godina ranije (1992.). Oružane snage Rusije odgovorile su protunapadom uz obrazloženje zaštite Južne Osetije. Prekid vatre dogovoren je posredstvom EU-a; dogovor je potpisan 15. kolovoza iste godine. 
U rat su bile uključene Gruzija, Rusija te međunarodno nepriznate države Južna Osetija i Abhazija.

## Razvoj događaja
- 1. kolovoza - ujutro u 8 sati i pet minuta gruzijsko policijsko vozilo je u blizini linije razgraničenja između Južne Osetije i Gruzije naletilo na minu i petorica policajaca bili su ranjeni.[6] Gruzija je za tu minu i kasnije navodno topničko bombardiranje optužuje Južnu Osetiju koja niječe svaku odgovornost za ratne provokacije koje su dovele do rata, dok sa svoje strane optužuje Gruziju za snajpersku vatru pomoću koje je su ubijena 4 građana Južne Osetije.[7]
- 2. kolovoza - Završetak vojnih vježbi Rusije na Kavkazu.
- 5. kolovoza - Ruski veleposlanik Jurij Popov upozorava da će Rusija intervenirati u slučaju izbijanja rata.[8]
- 7. kolovoza -  Gruzijski predsjednik Miheil Saakašvili službeno naređuje prekid vatre,[9][10] ali istovremeno gruzijska vojska kreće prema Južnoj Osetiji.[11] Nekoliko sati nakon naređenja za prekid vatre Saakašvili na televiziji izjavljuje da će Gruzija preuzeti nadzor nad Južnom Osetijom kojom vlada po njegovim riječima kriminalni režim. Tijekom noći 7. na 8. kolovoza gruzijske vojne snage napadaju Južnu Osetiju. SAD je bio upoznat s tim napadom u jutarnjim satima (02:00 po Washingtonskomu vremenu) sedmoga kolovoza.[12]
- 8. kolovoza - Tijekom prvih sati napada navodno su desetorica ruskih mirotvoraca ubijena,[13] a prijestolnica Južne Osetija je postala ruševina zbog raketnih i topovskih gruzijskih napada[14] zbog čega je Tbilisi od Moskve optužen za genocid. Tijekom sljedećih dana Saakašvili će tvrditi da je napad počeo zbog ulaska ruskih snaga u Osetiju,[15]  ali 8. kolovoza u 16:15 na sastanku u UN-u gruzijski diplomatski predstavnici tvrdili su da je ruska vojska ušla tek u 05:30[16] ili, preciznije govoreći, nekoliko sati nakon početka rata.
- 9. kolovoza - Ruski vojni brodovi potapaju gruzijski raketni čamac tijekom bitke na Crnome moru. Ruske snage, zajedno s abhazijskim, počinju napad na zapadna gruzijska područja.
- 10. kolovoza - Poražene gruzijske vojne snage počele su se povlačiti iz Južne Osetije, a Saakašvili izjavljuje da je proglasio primirje. Istovremeno ruske vojne snage su optužile Gruziju da se njezine snage povlače samo radi preustroja tako da ne može biti riječi o primirju.[17]
- 11. kolovoza - S gruzijskim vojnim snagama u potpunome rasulu, ruske vojne snage izašle su s teritorija Južne Osetije i ušle grad Gori. Nadalje, na Abhazijskomu bojištu ruske snage probile su gruzijsku obranu i krenule prema mjestu Senaki u kojemu se nalazi vojna baza druge gruzijske divizije.
- 12. kolovoza - Ruske vojne snage dolaze do grada Potija na obali Crnoga mora.
- 13. kolovoza - Gruzijske snage povlače se iz klanca Kodori u Abhaziji.
- 15. kolovoza - Ruske vojne snage su došle na 55 kilometara od gruzijske prijestolnice Tbilisi gdje su se zaustavile.
- 16. kolovoza - Ruske vojne snage su zauzele grad Poti čime dolazi do završetka vojnih operacija.

## Vanjske poveznice
- Kronologija rata (engl.)  Arhivirana inačica izvorne stranice od 14. rujna 2008. (Wayback Machine)
- EU: Zbog rata u Gruziji Rusija ugrozila vlastite strateške planove  Arhivirana inačica izvorne stranice od 19. kolovoza 2008. (Wayback Machine)
- Ruske snage ušle u Gori  Arhivirana inačica izvorne stranice od 31. kolovoza 2008. (Wayback Machine)